# سیارک ۲۷۱۵۰
سیارک ۲۷۱۵۰ (به انگلیسی: 27150 Annasante، نامگذاری:1998YQ3) بیست و هفت هزار و صد و پنجاهمین سیارک کشف شده‌است که در ۱۶ دسامبر ۱۹۹۸ کشف شد.